# La vita veramente
La vita veramente è il primo album in studio del cantautore italiano Fulminacci, pubblicato il 9 aprile 2019 per l'etichetta Maciste Dischi e con la distribuzione di Artist First.
Il 6 dicembre viene pubblicato una nuova edizione dell'album in versione vinile LP, in cui vengono inclusi i singoli inediti Le ruote, i motori! e San Giovanni.

## Tracce
Download digitale/CD
Testi e musiche di Fulminacci.
1. Davanti a te – 3:14
2. La vita veramente – 3:21
3. Tommaso – 2:37
4. Borghese in borghese – 3:12
5. Resistenza – 3:47
6. I nostri corpi – 3:08
7. Al giusto momento – 3:36
8. La soglia dell'attenzione – 3:16
9. Una sera – 2:55

Durata totale: 29:06
Vinile LP
Testi e musiche di Fulminacci.
1. Davanti a te – 3:14
2. La vita veramente – 3:21
3. Tommaso – 2:37
4. Borghese in borghese – 3:12
5. Resistenza – 3:47
6. I nostri corpi – 3:08
7. Al giusto momento – 3:36
8. La soglia dell'attenzione – 3:16
9. Una sera – 2:55
10. Le ruote, i motori! – 3:45
11. San Giovanni – 2:54

Durata totale: 35:45

## Classifiche
| Classifica (2021) | Posizione massima |
| ----------------- | ----------------- |
| Italia            | 77                |